# Bebe Contepomi
Carlos José Contepomi (Buenos Aires, 28 de septiembre de 1970), conocido por su apodo Bebe, es un periodista y productor argentino, especializado en el ámbito musical.
Es reconocido por sus múltiples programas de televisión en Argentina como La Viola, Vivo Rock y Rock del país; entrevistando a reconocidos músicos y cantantes como Katy Perry, Paul McCartney, David Bowie, Roger Waters, Gustavo Cerati, Shakira y Madonna. También participó en programas de televisión argentinos como Canta conmigo ahora, Telenoche, y entrevistando en exclusiva al grupo Coldplay en el año 2022.

## Biografía

### 1970-2007: Primeros años
Bebe Contepomi nació el 28 de septiembre de 1970 en Buenos Aires. Realizó sus estudios secundarios en el Colegio Cardenal Newman. Al terminar, estudió Periodismo en la Universidad del Salvador para luego incorporarse al canal de noticias TN. 
Jugó al rugby, llegando hasta la 4.ª División del Club Newman, pero una grave lesión en la pierna hizo que se tuviera que retirar del deporte. Sus hermanos Felipe y Manuel fueron jugadores de Los Pumas, además el primero es entrenador principal. Otro de sus hermanos, Juan Pablo Contepomi, es es el sacerdote católico de la Diócesis de San Isidro y creador de la Fundación Camino a Jericó.
Bebe Contepomi trabajó ininterrumpidamente en la señal de Todo Noticias desde 1994 hasta 2023. En 1997 creó La Viola, programa de música que condujo en TN por más de 20 años. Allí realizó entrevista y cubrió información sobre conciertos tanto de artistas argentinos así como de figuras internacionales. 
En 2001, condujo El Megáfono, junto a Andrea Bursten, por América TV.

### 2007-2015: Nuevos proyectos
En 2007 contrajo matrimonio con Florencia Cardarelli, con quien tuvo a sus tres hijos: Elena, Vicente y Camilo.
En el año 2013 Contepomi creó su propia productora audiovisual: El Bajo Producciones y, a su vez, el sitio web de noticias de música Generación B. También creó La Viola Bar, resto-bar con shows en vivo en Palermo.
Trabajó en radios como:Radio La Red,Radio 10 , Radio Rivadavia, Pop Radio 101.5, Aspen 102.3, y FM 100. 
En 2014 condujo el programa Vivo Rock en Quiero música en mi idioma, donde presentaba entrevistas a músicos y bandas de habla hispana y cobertura de actuaciones.

### 2015-presente: Premios y logros
Desde 2015 hasta 2018 produjo y condujo las cuatro temporadas de "Rock del País", programa que buscaba dar difusión a las bandas emergentes de toda la Argentina, transmitido por TN. Era acompañado por un jurado de notables, por el que pasaron Hilda Lizarazu, Juanse, Marcelo Moura, Fabiana Cantilo, Ivan Noble, "Mono" de Kapanga, David Lebon, Leo García,Celeste Carballo, Andrea Álvarez, Javier Zuker y Víctor Bereciartúa, entre otros.
Durante más de 20 años, Bebe Contepomi condujo el programa televisivo «La Viola», que se transmite por TN desde 1997 en forma ininterrumpida los viernes y sábados a la medianoche, en el que realizó entrevistas y presentó noticias de música, conciertos y lanzamientos discográficos. En La Viola, ha entrevistado a Paul McCartney, Keith Richards, Roger Waters, Katy Perry, Noel Gallagher, Bono, U2, ACDC, Aerosmith, Metallica, Ozzy Osbourne, Phil Collins, Joaquín Sabina, Marky Ramone, Chayanne, Serrat, Residente, Shakira, Alejandro Sanz, J Balvin, Ricky Martin, Juanes , entre otras. Como también a los nacionales Charly García, Andrés Calamaro, Pity Álvarez, Fito Páez, Gustavo Cerati, Tan Biónica, Babasónicos, Abel Pintos, Los Ratones Paranoicos, Pedro Aznar, Los Auténticos Decadentes, Vicentico, León Gieco, y muchos más.

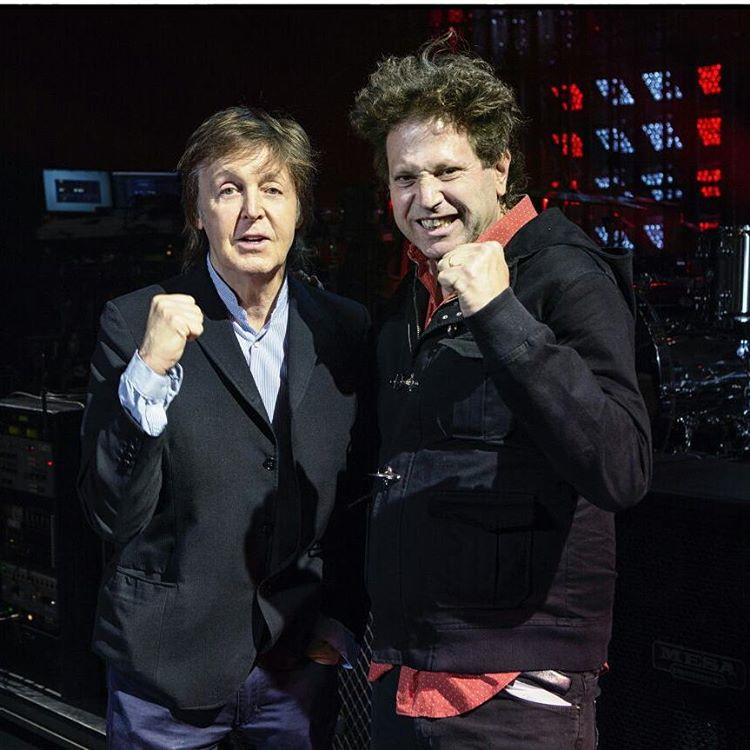
Bebe Contepomi con Paul McCartney.

Con el programa La Viola, Contepomi ha ganado cinco premios Martín Fierro de Cable al Mejor Programa Musical, además de haber estado nominado varias veces. En 2017, además, Bebe recibió un reconocimiento de la Fundación Konex por su labor periodística en el ámbito de la música popular.
Hasta el 2016, condujo el programa «BB va de 10», por Rock & Pop, junto a Carla Ritrovato , Fiorella  Sargenti y Pollo Cerviño.
En 2017, se incorporó a la radio del rock nacional, Mega 98.3. Allí conduce Todo lo Demás También acompañado por Cecilia Bazan, Ayelén Velázquez y Martín Urruty. Ese mismo año la Fundación Konex le otorgó un Diploma al Mérito al periodismo de Música Popular.
Durante 2019, produjo (en conjunto con Pop Art Music) y condujo la primera temporada de "Camino a Abbey Road", que se emitió semanalmente en TN. Como "jurados" y panelistas, lo acompañaron Cucho de Los Auténticos Decadentes, Miss Bolivia y Michelle Peyronel (Riff).
En julio del año 2022 fue jurado del programa de televisión Canta conmigo ahora, transmitido por el canal eltrece.
En agosto del mismo año entrevistó al grupo Coldplay en el histórico ciclo de almuerzos Almorzando con Mirtha Legrand (actualmente Almorzando con Juana Viale).
El 9 de enero de 2023 anunció su salida de Artear a través del programa Intrusos.

## Filmografía

### Televisión
| Televisión    | Televisión                       | Televisión           | Televisión                 |
| Año           | Programa                         | Rol                  | Canal                      |
| ------------- | -------------------------------- | -------------------- | -------------------------- |
| 1997-2023     | La viola                         | Presentador          | Todo Noticias              |
| 2001          | El megáfono                      | Presentador          | América TV                 |
| 2014          | Viva rock                        | Presentador          | Quiero música en mi idioma |
| 2015-2018     | Rock del país                    | Presentador          | Todo Noticias              |
| 2014          | Telenoche                        | Presentador          | eltrece                    |
| 2022-2024     | Star+ Live                       | Presentador          | Star+                      |
| 2024-presente | Disney+ Live                     | Presentador          | Disney+                    |
| 2022          | Canta conmigo ahora, temporada 1 | Jurado               | eltrece                    |
| 2022          | Almorzando con Juana Viale       | Presentador invitado | eltrece                    |
| 2022          | Canta conmigo ahora, temporada 2 | Jurado               | eltrece                    |

### Radio
| Radio           | Radio                 | Radio       | Radio      |
| Año             | Programa              | Rol         | Canal      |
| --------------- | --------------------- | ----------- | ---------- |
| 2016            | BB va de 10           | Presentador | Rock & Pop |
| 2017 - presente | Todo lo Demás También | Presentador | Mega 98.3  |

## Libro
- 2008, Por la vereda del rock.